# Behangener Mürbling
Der Behangene Mürbling oder Behangene Faserling (Psathyrella candolleana), auch Candoll genannt, ist eine Pilzart aus der Familie der Mürblingsverwandten. Aufgrund der brüchigen Fruchtkörper und des Saums aus weißen Velumresten auf den Hüten junger Exemplare wird er bisweilen auch Zarter Saumpilz bezeichnet, obwohl er nicht zur Gattung der Saumpilze (Lacrymaria) zählt.

## Merkmale

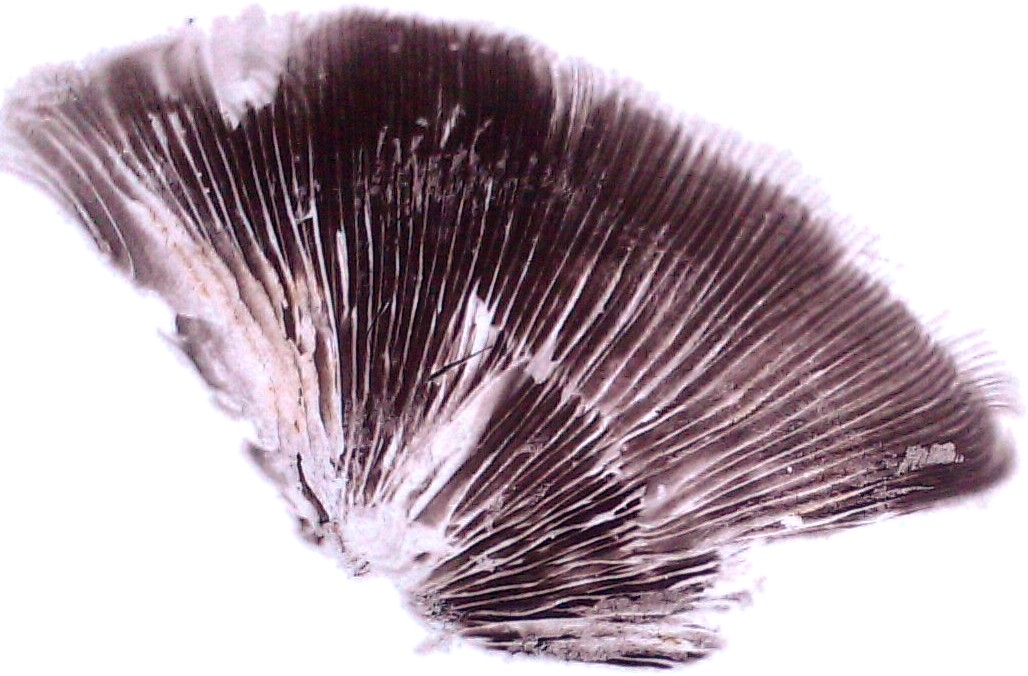
Sporenabdruck

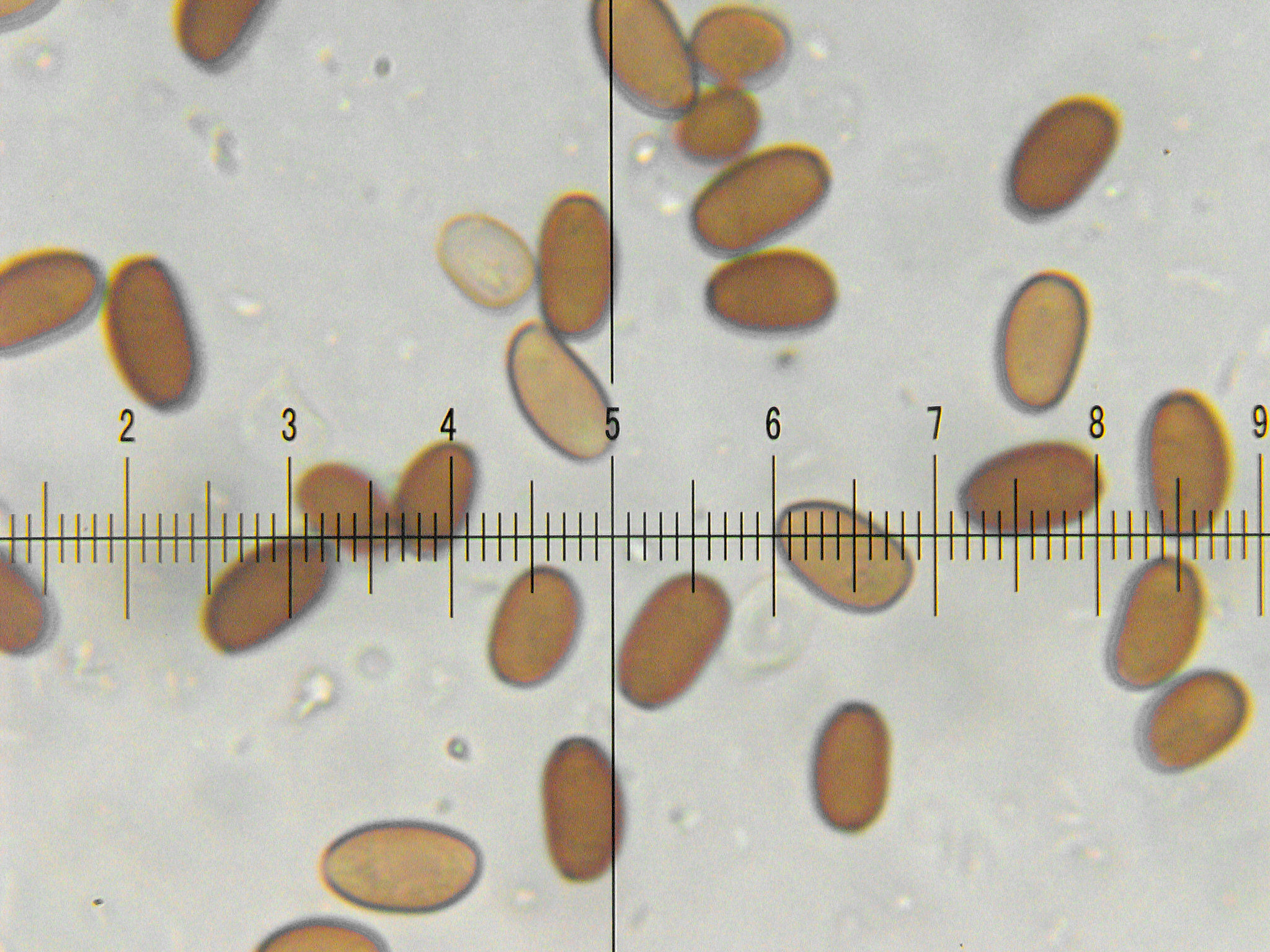
Sporen

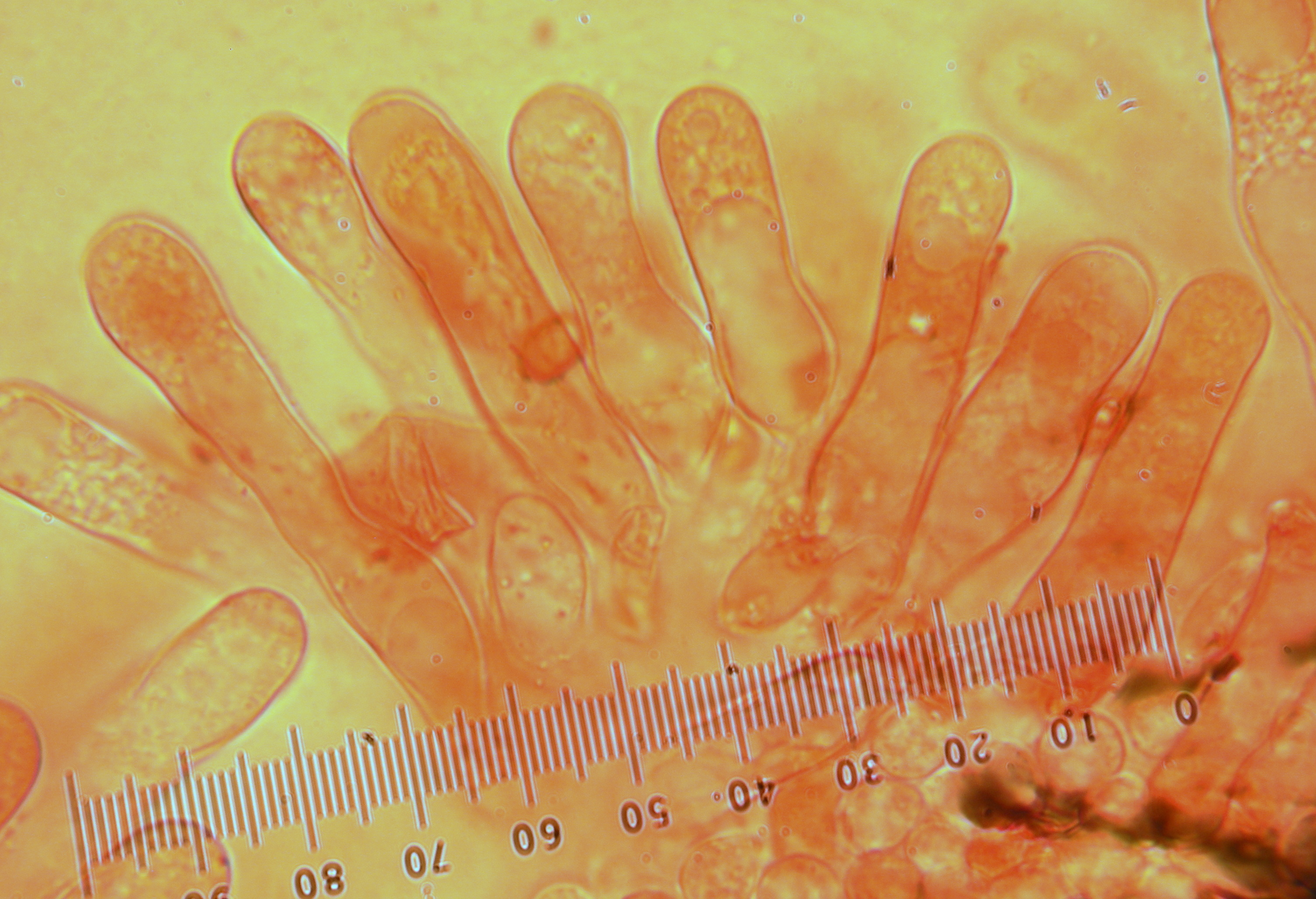
Mit Kongorot angefärbte Cheilo-Zystiden

### Makroskopische Merkmale
Der dünnfleischige Hut ist jung glocken- oder kugelförmig, später gewölbt und nimmt im Alter eine flache, meist stumpf gebuckelte Form an. Er ist 2–7 cm breit. Die Oberfläche ist matt, jung bereift und ändert bei Feuchtigkeit ihr Aussehen (Hygrophanität): Feucht ist sie ocker- bis gelb-braun gefärbt, trocken dagegen tongelblich, später weißlich mit violetten Nuancen und in der Hutmitte blass ocker-gelblich. Der Rand ist mehr oder weniger schwach gerieft, oft eingerissen und bei jungen Fruchtkörpern mit häutigen bis flockigen, weißen, vergänglichen Resten der Teilhülle (Velum partiale) behangen (→ Name). Die Lamellen stehen gedrängt, sind mit Lamelletten untermischt und schmal am Stiel angewachsen. Jung zunächst weißlich verfärben sie bei zunehmender Reife der Sporen erst schmutzig grau-rosa, dann purpur-violett und schließlich dunkelbraun. Die Schneiden sind in feine Zähnchen gekerbt und weiß. Das Sporenpulver ist schokoladenbraun und zeigt mit Kalilauge (KOH) eine dunkelbraune Farbreaktion. Der 4–8 cm lange und 3–6(–9) mm dicke Stiel ist annähernd zylindrisch, verjüngt sich zur Spitze hin etwas und besitzt eine verdickte Basis. Die Oberfläche ist weiß, glatt, glänzend und am unteren Stiel filzig bekleidet. Das Fleisch im Hut ist dünn, im Stiel brüchig, leicht faserig und hohl. Es schmeckt mild und riecht unspezifisch.

### Mikroskopische Merkmale
Die elliptischen und glattwandigen Sporen haben jeweils ein abgeschnittenes Ende und messen 6,5–9,5 × 3,5–5 Mikrometer. Die sack- bis keulenförmigen oder näherungsweise zylindrischen Cheilo-Zystiden sind reichlich vorhanden, Pleuro-Zystiden fehlen dagegen.

## Artabgrenzung
Verwechselbar ist er unter anderen mit dem Ring-Mürbling (P. leucotephra), der büschelig an Laubholz wächst und hat an den Stielen vergängliche Ringe aufweist. Der Wässrige Mürbling (P. piluliformis) und der Schmalblättrige Mürbling haben einen dunkler gefärbten Hut, letzterer fruktifiziert vorwiegend im Herbst. Weitere potenzielle Doppelgänger sind P. incerta und P. hymenocephala.

## Verbreitung und Ökologie
Der Behangene Mürbling lebt als Saprobiont von morschem Laubholz und fruktifiziert von Mai bis Oktober truppweise auf und neben dem morschen Holz. Er ist in Europa weit verbreitet und häufig.

## Verbreitung der Art in Deutschland
Auf der Kartierungsdatenbank Pilzkartierung BRD sind in den letzten 10 Jahren 334 Funde für Deutschland kartiert worden. Das deutet darauf hin, dass die Art im Allgemeinen häufig ist.
Der nördlichste Fundpunkt: Stralsund, Alter Hafen (Mecklenburg-Vorpommern).
Der südlichst gelegene Fundpunkt: Oberjettenberg (Bayern).
In fast allen Bundesländern wurde die Art häufig kartiert. Eine Ausnahme bildet hier Mecklenburg-Vorpommern, wo nur ein Fundpunkt kartiert wurde.

## Systematik und Taxonomie
Es sind die Form pallida und die Varietät solitaria beschrieben. Die Erscheinung variiert beträchtlich und es ist gut möglich, dass mit dem Taxon letztlich mehrere eigene Arten bezeichnet werden.
Das Art-Epitheton ehrt einen Schweizer Botaniker.

## Bedeutung
Er gilt als (bedingt) essbar oder ungenießbar.
Er enthält Stoffe mit antibakterieller und Stoffe mit krebshemmender Wirkung.
Verschiedene Forscher berichteten von Funden der psychedelisch wirkenden Tryptamine Psilocybin und Baeocystin in Pilzen dieser Art, was jedoch teils nicht nachvollzogen werden konnte. Wenn man von einer uneindeutigen Artbezeichnung ausgeht, könnten auch jeweils unterschiedliche Arten untersucht worden sein.